# Rote Flora
La Rote Flora est un ancien théâtre situé au 1, Achidi-John-Platz, dans le Schanzenviertel à Hambourg. Il a été transformé en squat en novembre 1989 pendant les protestations contre sa conversion en théâtre musical, puis en centre autonome.

## Histoire
Après avoir offert pendant plusieurs années dans des bâtiments provisoires de petits spectacles aux visiteurs durant la période estivale, le théâtre est achevé en 1888 sous le nom de Tivoli-Theater. Il est par la suite appelé Concerthaus-Flora puis Flora-Theater. Il présente alors des concerts, des opérettes, des revues et des spectacles de variétés. Ce théâtre, l'un des rares que l'on trouve à Hambourg, survit à la Seconde guerre mondiale presque intact. Il reste actif jusqu'en 1943, après quoi il est fermé et ne sert qu'au stockage des meubles des sinistrés des bombardements. Il est rouvert en 1949 après avoir été rénové. De 1953 à 1964, il sert de cinéma, offrant une capacité de 800 places. Il est ensuite occupé par le grand magasin 1000 Töpfe.

### Années 1980
En 1987, le bâtiment attire l'attention du producteur de comédies musicales Friedrich Kurz. Il expose peu après à la ville de Hambourg son souhait de le transformer en théâtre musical, avec l'intention d'y présenter Le Fantôme de l'Opéra dès 1989. Fin 1987, 1000 Töpfe quitte le bâtiment et en quelques mois, les protestations se multiplient contre le projet de conversion, et des manifestations sont organisées par un rassemblement d'habitants, d'artisans et de groupes indépendants. Une des craintes est que la création d'un théâtre musical à cet endroit rendrait la location impossible aux alentours. Malgré cela, la plus grande partie du théâtre est détruite en avril 1988. En effet, seule la partie frontale doit être conservée, l'arrière devant être remplacé par un nouveau bâtiment plus adapté. Cependant, les nombreuses actions entreprises, l'occupation des lieux en juin 1988, et un attentat mené par des militants ont conduit les investisseurs, malgré une surveillance policière quotidienne, à abandonner leur projet en septembre 1988.
Le reste du théâtre reste vide jusqu'à l'été suivant. Des initiatives citoyennes sont simplement lancées dans le quartier pour permettre la conservation provisoire du bâtiment en le préparant pour l'hiver. Contre toute attente, la ville propose en aout 1989 aux auteurs de ces initiatives un contrat de six semaines pour présenter publiquement une utilisation alternative du bâtiment en tant que centre du quartier. Les groupes acceptent cette offre. Après l'ouverture de la Rote Flora en septembre 1989, le bâtiment est considéré comme un squat le 1er novembre 1989. Dès lors, il est utilisé comme point de rencontre culturel et politique. Il n'y a aucun poste rémunéré, aucune subvention ; le projet fonctionne par auto-gestion.

### Années 1990

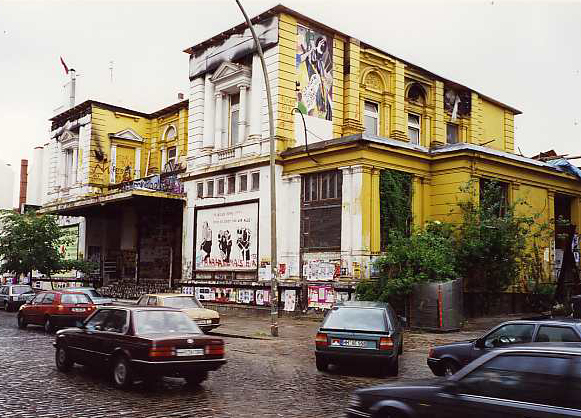
Le Rote Flora le 27 juin 1996

Entre 1990 et 1991, les utilisateurs de la Rote Flora décident de construire un parc sur le terrain vague situé à l'arrière du bâtiment, où se trouvait l'ancienne partie démolie. Mais la ville veut construire à cet endroit des logements sociaux et en juillet 1991, le parc est évacué par un vaste déploiement de plus de 1000 policiers.
En août 1992, la sénatrice de l'époque assignée au développement urbain par le sénat de Hambourg exige des occupants de la Rote Flora la signature sous six semaines d'un contrat d'utilisation avec la ville, faute de quoi le projet sera annulé. Des négociations sont menées mais n'aboutissent à aucun accord. La menace d'annulation n'est cependant jamais appliquée, et la Rote Flora reste squattée.
Après avoir subi un grand incendie en novembre 1995, le bâtiment est remis en état par ses occupants, et sert toujours de projet culturel de quartier et de centre politique pour les groupes indépendants de Hambourg.

### Années 2000

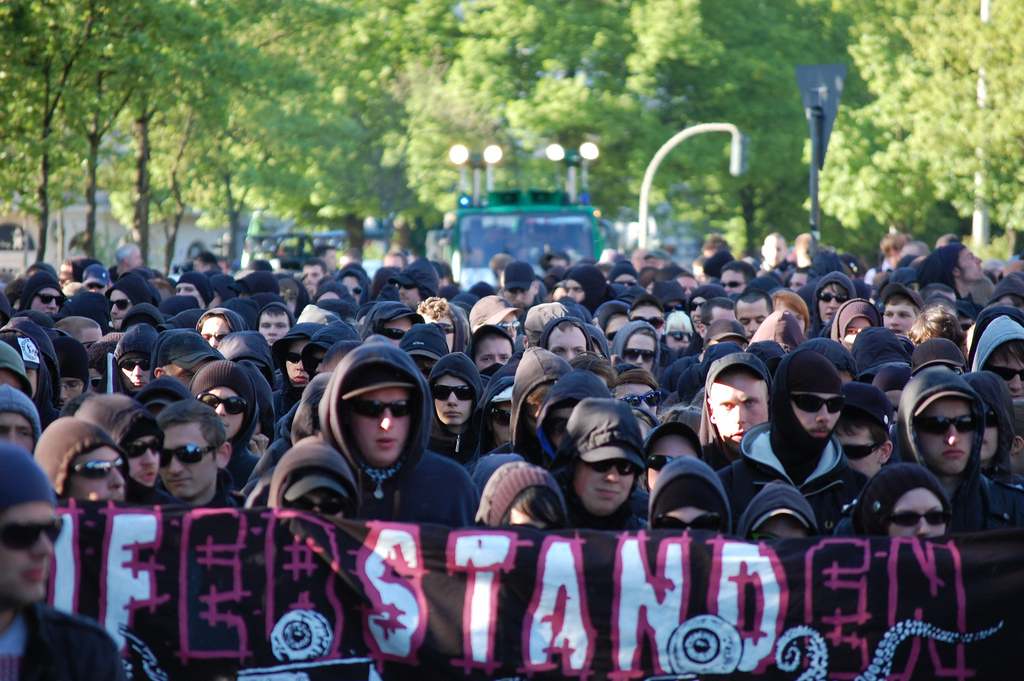
Manifestation (Black Bloc) pour le Rote Flora en 2011.

En automne 2000, le sénat de Hambourg demande à nouveau des négociations afin d'obtenir une garantie contractuelle de l'utilisation du bâtiment. Les élections parlementaires locales prévues en 2001 sont à l'origine de cette nouvelle demande. En effet, l'opposition a l'intention de faire de ce squat, qui existe alors depuis 11 ans, un thème de campagne. Après une réunion plénière et de vives discussions internes, les occupants décident de rejeter l'offre. À la suite de quoi le sénat vend sans prévenir le bâtiment à l'investisseur immobilier Klaus Martin Kretschmer en mars 2001, qui promet de ne pas modifier le statut de la Rote Flora pendant dix ans. En novembre 2004, une fête est organisée pour célébrer les 15 ans du squat.
Le 9 mai 2007, une descente de police effectuée en prévision du sommet du G8 à Heiligendamm provoque des manifestations et des altercations avec la police. Pour le gouvernement, cette action fait partie de mesures préventives destinées à empêcher toute attaque par des groupes extrémistes, mais pour d'autres, il s'agit d'une criminalisation des mouvements anti-G8 dans leur ensemble.

### Années 2010
Fin mars 2011, le contrat de vente, qui a obligé Klaus Martin Kretschmer de garder le statut d'un centre culturel autogéré, ainsi que l'interdiction de vente du bâtiment sans autorisation du sénat de Hambourg, est arrivé a son terme. Le propriétaire a publié le 7 avril 2011 dans die Welt, qu'il veut vendre le bâtiment. La rote Flora est désormais menacée d'expulsion en cas de vente. Différents actes de solidarité et de nombreuses menaces d'émeutes sont apparus. Les autorités n'ont pas exclu de racheter le bâtiment pour éviter des émeutes. Même le Chef du syndicat de la police de Hambourg (dPolG) Joachim Lenders a estimé que la police serait incapable de gérer la situation en cas d'expulsion.

## Culture
Des actions artistiques, des volxküchen, des marchés aux puces et des fêtes de quartier sont sans cesse organisés ou soutenus par la Rote Flora, mais il s'y déroule également des travaux d'ordre politique dans le style des initiatives citoyennes. Les thèmes abordés sont l'immigration, la remontée du nationalisme en Allemagne, la privatisation des lieux publics et les problèmes sociaux tels que l'évacuation de Bambule (une zone de Hambourg occupée par gens vivant dans des Bauwagen, sortes de maisons mobiles).
Les activités sont financées par des concerts, des fêtes et autres évènements. Les styles musicaux vont du punk au reggae en passant par le dub, le drum'n'bass, la house et la techno. Grâce à cette ouverture culturelle à de nombreuses couches de la population, la Rote Flora est devenue dans le Schanzenviertel dans les années 1990 et par la suite dans le quartier de Sankt Pauli une véritable institution qui a marqué l'image de cette partie de la ville. À ce sujet, le projet considère son rôle comme très ambivalent. Les évènements menés de manière non-commerciale lui ont notamment donné un certain charme et une ambiance sous-culturelle, faisant d'elle au fil des années une coulisse du quartier « in » et fréquenté qu'est le Schanzenviertel.
La façade du bâtiment sert également régulièrement de support à diverses affiches politiques créées de manière indépendante.

## Vidéo
- Hazem El Moukaddem, Régis Dubois, Acta non verba, film documentaire, Marseille, Collectif Nosotros, 2014, 66 minutes, voir en ligne.
- Playlist "Mémoires de luttes" consacrée à la Rote Flora, voir en ligne.